# Riccardo Silva
Riccardo Silva es un empresario italiano. Es el propietario de Silva International Investments, uno de los socios fundadores, presidente y principal accionista de MP & Silva, presidente y copropietario del equipo de fútbol Miami FC, accionista mayoritario de las agencias de modelos MP, propietario de la colección de arte Riccardo Silva y del grupo de restaurantes Forte Dei Marmi, que cuenta con restaurantes en Miami y Londres, además de ser el antiguo director ejecutivo de la cadena de Milan Channel y el propietario de Smith Woodlands Investments.

## Infancia y formación académica
Riccardo Silva nació en Milán en 1970, nieto del fundador de Italsilva – Gruppo Desa, uno de los mayores grupos farmacéuticos de Italia. Su familia materna, Fabbri, es conocida por la empresa editorial, Fabbri Editori, que actualmente forma parte del grupo RCS Media Group. Silva estudió en la Universidad de Bocconi y en la Universidad de Tulane.[1]

## Inicios profesionales
En 1998 Riccardo Silva lanzó MP Web, una start-up de Internet perteneciente al grupo Media Partners Group (actualmente Infront Media) con sede en Milán, que gestionaba los derechos y el contenido deportivo de las plataformas móviles e Internet y que se dio a conocer en la década de los 90.[1] En 2001, Riccardo Silva fue nombrado director ejecutivo de Milan Channel, el canal de televisión oficial del equipo de fútbol AC Milan y era el responsable del desarrollo internacional de dicho canal.[2]

## MP & Silva
Riccardo Silva fundó MP & Silva en 2004 y, desde entonces, "ha crecido hasta rivalizar con las grandes potencias del mundo de agencias deportivas".[1] MP & Silva es una empresa de derechos audiovisuales con sede en Londres,[1] y 18 oficinas en todo el mundo.[3]
La empresa gestiona los derechos de televisión deportivos de una amplia variedad de acontecimientos deportivos internacionales y emite 10.000 horas de programación a unas 500 cadenas de radiodifusión en todo el mundo. La cartera de negocios de la empresa incluye los derechos de la Copa Mundial de Fútbol de la FIFA las ligas de fútbol senior europeas, los torneos de tenis Grand Slam, carreras automovilísticas, competiciones de balonmano, béisbol, voleibol, boxeo y los Juegos Asiáticos.[4] Además, MP & Silva es el principal distribuidor de la Premier League inglesa en numerosos países de todo el mundo. Los ingresos estimados de la empresa en el ejercicio 2014-15 fueron de 750 millones de dólares[5].
El 24 de mayo de 2016 se anunció que la empresa de valores y bolsa china Everbright Securities junto con la empresa de ocio de Internet Beijing Baofeng Technology adquirió una participación del 65% en MP & Silva[6] tras un proceso de ventas competitivo con interés por parte de las empresas internacionales y los fondos patrimoniales.[7] Con esta asociación estratégica, Baofeng y MP & Silva cooperarán en la gestión de los derechos audiovisuales deportivos, así como en los patrocinios y los servicios de asesoría.[8] Además, Baofeng prepara el lanzamiento de su propia plataforma deportiva, Baofeng Sports. Se espera que trabaja estrechamente con MP & Silva y que se centre en vídeos deportivos en línea.[9] Antes de la venta, Riccardo Silva y Andrea Radrizzani eran dueños del 80 por ciento de MP & Silva. Ahora, la participación conjunta de MP & Silva de los antiguos propietarios de la empresa es de un 35%. Este acuerdo valora la empresa MP & Silva en 1.400 millones de dólares.[10] Marco Auletta, director ejecutivo de MP & Silva, anunció: "Everbright y Baofeng son los socios ideales para apoyar nuestro crecimiento internacional y nos ayudarán a expandirnos en ámbitos cercanos como la realidad virtual, un campo en el que Baofeng constituye un actor principa en China."[6]

## Otros intereses empresariales
En 2016, Riccardo Silva creó la empresa Silva International Investments, de la que es propietario. Silva International Investments es una empresa de inversión propiedad de Riccardo Silva que genera e invierte bienes en múltiples sectores, entre los que se encuentran el deportivo, el de los medios de comunicación, el de la moda, los restaurantes y el arte. La sede de Silva International Investments está en Mayfair, Londres.
En 2015, Riccardo Silva fue nombrado presidente y copropietario del equipo Miami FC,[1] el club de fútbol que compite en la North American Soccer League (NASL) de EE. UU., junto con la estrella italiana del AC Milan, Paolo Maldini.[2] El equipo Miami FC se presentó en mayo de 2015 y comenzará a competir en abril de 2016 en el campo Florida International University's Ocean Bank Field. El entrenador principal del Miami FC es la estrella italiana del AC Milan, Alessandro Nesta.,[11] Además, en 2015 el club firmó el fichaje estrella de Wilson Palacios, el jugador hondureño proveniente del Stoke City y el Tottenham Hotspur.[12]
En menos de un año, Miami FC ha pasado de ser una idea a ser una realidad.[13] El 2 de abril de 2016, el Miami FC disputó su primer partido de su temporada inaugural en la North American Soccer League (NASL). Empataron a 1-1[14]contra el equipo local, el club Fort Lauderdale Strikers. El 9 de abril de 2016, el Miami FC disputó su primer partido como local en la Universidad Internacional de Florida (FIU, por sus siglas en inglés), al que asistieron 10.156 personas. El Miami FC empató a 1-1 contra los Tampa Bay Rowdies.[15] Entre el público había varios jóvenes miembros del club. El artista colombiano Maluma actuó antes del partido y en el descanso.[16] En junio de 2016 ficharon al centrocampista ghanés Kwadwo Poku[17], que anteriormente jugó en el New York City Football Club.
Riccardo Silva también es conocido por liderar el proyecto de creación del torneo Liga de Campeones de las Américas (ACL)[18] en el que participen equipos de Norteamérica, Sudamérica y el Caribe. La intención es crear una competición de 64 equipos que imite el formato de la UEFA Champions League, cuyos ingresos estimados ascenderían a 500 millones de dólares en derechos audiovisuales y de marketing, lo que multiplicaría por cinco los ingresos anuales actuales de la CONCACAF Champions League y la Copa Libertadores CONMEBOL juntas.[18] El objetivo es que sea la versión americana de la UEFA Champions League,[19] y se ha descrito como "el vehículo para poner al país a la vanguardia de este deporte".[20]
Riccardo Silva tiene otros intereses empresariales, entre los que se incluye el mundo de la moda, el arte y los restaurantes. Es el propietario del grupo de restaurantes Forte Dei Marmi, que abrirá restaurantes en Londres y en Miami en 2016. Además, Riccardo Silva es propietario de la red de agencia de modelos MP, que gestiona modelos y talentos desde sus sedes de Milán, Miami y París. La red adquirió su agencia de París a Major Model Management en agosto de 2015.[21]

## Vida privada
Riccardo Silva está casado con Tatyana Silva[22], con la que tiene dos hijos.